# 長野県立歴史館
長野県立歴史館（ながのけんりつれきしかん、英語: Nagano Prefectural Museum of History）は、長野県千曲市の科野の里歴史公園内にある公立の博物館で、他に埴科古墳群、森将軍塚古墳館、科野のムラがある。
博物館の性格を持つと共に、文書館、考古館の役割も持つ。長野県内の個人や団体から寄贈や寄託された古文書、長野県庁が作成した行政文書の公開を行っている。長野県内の高速道路や新幹線建設などに伴う発掘は長野県埋蔵文化財センターが行い、考古資料の整理、報告書の発行の後、長野県立歴史館に移管され、公開されている。 収蔵資料は、展示資料2,301点、図書 119,736冊、考古資料29,204箱、文献史料291,848点（平成26年度）。

## 沿革
1988年（昭和63年）の第二次長野県総合計画を受け、1990年（平成2年）に建設基本構想骨子が決定した。1992年（平成4年）から建設が始まり、1994年（平成6年）11月3日（文化の日）に開館した。総合情報、考古資料、文献史料の3部門からなり、初の企画展として、「赤い土器のクニ 弥生時代の千曲川流域の土器」が開催された。

## 展示
長野県立歴史館は、月曜日、祝日の翌日、年末年始などが休館日である。
1階入口正面に、受付とミュージアムショップがあり、向かって左手に講堂と長野県人権啓発センターがある。さらに、受付の奧に、縄文の森、万葉の野、中世の林に分けられた屋外展示がある。
2階に上がると、左手に閲覧室（図書室、館外持出不可、有料コピー可能）が有り、右手に企画展示室（有料）がある。中央の廊下を歩いていくと常設展示室がある。
常設展示室（有料）は原始、古代、古代、中世、近世、近現代に分かれている。

## 指定文化財

### 重要文化財（文化財）
- 鳥羽院庁下文（とばいんのちょうくだしぶみ）天養二年七月九日（1145年）

鳥羽上皇の院庁が荘園の管理権を裁定した文書。信濃国小河荘（小川村近辺）の現地管理者（預所）増證に下された。現存する院庁下文の古い例であり、東日本で唯一の原本として古文書学上に価値が高い。
- 長野県吉田川西遺跡土壙出土品（ながのけんよしだかわにしいせきどこうしゅつどひん） 平安時代

塩尻市の田川と奈良井川に挟まれた地域に位置し、竪穴建物跡群266棟が発見された遺跡。平安時代中葉の土坑墓から、緑釉陶器の椀皿、鏡、多数の土師質皿が出土。
- 日向林B遺跡出土品（ひなたばやしBいせきしゅつどひん） 旧石器時代

信濃町の野尻湖遺跡群の一つである日向林B遺跡は、1993・1995年に上信越自動車道建設に伴い発掘調査された。旧石器時代（約3万年前）の局部磨製石斧60点、台形石器59点を含む多数の石器、石器製作の過程を示す接合資料や、局部磨製石斧を磨いた砥石などの石器製作用具の一括資料である。

## アクセス
- しなの鉄道・屋代駅または屋代高校前駅から千曲市循環バス「科野の里歴史公園」バス停
- 長野自動車道・更埴インターチェンジから車で5分

## 周辺
- あんずの里
- 屋代城跡（一重山）
- 有明山